# 西新井宿
西新井宿（にしあらいじゅく）は、埼玉県川口市の大字。郵便番号は333-0833。

## 地理
川口市北部に位置する。岩槻街道沿道に南北に市街地が発達した。東に隣接する新井宿に埼玉高速鉄道新井宿駅が開業し、駅前となったことから宅地化が進展している。東は安行領根岸・道合、西は新井宿、南は新井宿・桜町、北は神戸・石神に接する。地区の北部には川口ジャンクションが所在し、高速道路の要所となっている。川口ジャンクションの建設に先立ち、建設用地内にある縄文期の遺跡の「卜伝遺跡」の発掘調査が1977年（昭和52年）より行なわれた。川口市立グリーンセンター内の一部に飛び地がある。
河川
- 笹根川

## 歴史
もとは江戸期より存在した足立郡戸田領に属する西新井宿であった。元禄年間までに新井宿より分村して西を冠称して成立したと云う。
- 1871年（明治4年）11月13日 - 第1次府県統合により埼玉県の管轄となる。
- 1879年（明治12年）3月17日 - 郡区町村編制法により成立した北足立郡に属す。郡役所は浦和宿に設置。
- 1889年（明治22年）4月1日 - 町村制施行に伴い、西新井宿村は安行領根岸村・安行領在家村・道合村・神戸村・木曾呂村・石神村・赤山村・新井宿村・内野村・源左衛門新田・赤芝新田と共に合併し、神根村が成立する。北足立郡神根村大字西新井宿になる。
- 1940年（昭和15年）4月1日 - 神根村、鳩ヶ谷町（1950年に再分離）、芝村、新郷村が川口市に編入合併される。川口市の大字となり今に至る。
- 1964年（昭和39年）3月12日 - 地内に国際興業バス鳩ヶ谷営業所が鳩ヶ谷町大字浦寺（現川口市桜町二丁目、桜町五丁目交差点西側）より移転する。
- 1967年（昭和42年）11月1日 - 地内に「グリーンセンター川口市立花木植物園」（現川口市立グリーンセンター）が開園する。
- 1987年（昭和62年）9月9日 - 地内に首都高速川口線が建設され、開業する。
- 1992年（平成4年）11月27日 - 地内に東京外環自動車道が建設され、開業する。
- 2014年（平成26年）6月15日 - 地内の国際興業バス鳩ヶ谷営業所が現在地の大字赤山に移転する。

## 世帯数と人口
2024年（令和6年）3月1日現在の世帯数と人口は以下の通りである。
| 大字     | 世帯数    | 人口    |
| -------- | --------- | ------- |
| 西新井宿 | 1,090世帯 | 2,262人 |

## 小・中学校の学区
市立小・中学校に通う場合、学区（校区）は以下の通りとなる。
| 番地 | 小学校               | 中学校             |
| --- | -------------------- | ------------------ |
| 1〜6番地、10番地、13〜31番地、35〜61番地、63〜67番地、 69番地、83〜88番地、93〜107番地、109〜112番地、285〜287番地、 298番地、306番地、317〜356番地、358〜389番地、901〜909番地、 927〜952番地、990〜991番地、1137〜1147番地、1149〜1195番地、1198〜1227番地、 1229〜1238番地、1243〜1248番地、1252〜1253番地、1260〜1260番地、1263〜1334番地、 1344〜1344番地、1346〜1347番地、1349〜1349番地       | 川口市立神根東小学校 | 川口市立神根中学校 |
| 7〜9番地、11〜12番地、32〜34番地、62〜62番地、68番地、 70〜71番地、74〜82番地、89〜92番地、108番地、113〜284番地、 288〜297番地、299〜305番地、307〜316番地、357番地、390〜900番地、 910〜926番地、953〜989番地、992〜1136番地、1148番地、1196〜1197番地、 1228番地、1239〜1242番地、1249〜1251番地、1254〜1259番地、1261〜1262番地、 1335〜1343番地、1345〜1345番地、1348〜1348番地、1350〜9999番地 | 川口市立神根小学校   | 川口市立北中学校   |

## 交通

### 鉄道
- 埼玉高速鉄道線が地区内南部を通るが、鉄道駅は無い。新井宿駅は隣接する大字新井宿にある。

### 道路
- 首都高速道路川口線
  - 川口ジャンクション
- 東京外環自動車道
- 国道298号
- 埼玉県道239号
- 国道122号

## 施設
地内に国際興業バス鳩ヶ谷営業所が所在していた時期があったが大字赤山に移転した。また、地内中央部に規模の大きな霊園が複数ある。
- 川口市立医療センター
- 川口市立グリーンセンター（一部）
- 川口市立神根保育所
- 真言宗 宝蔵寺
- 西新井宿氷川社